# Consoană sonoră
Consoanele sonore sunt acele consoane la articularea cărora coardele vocale intră în vibrație prin închiderea parțială a glotei. O consoană care se pronunță cu coardele vocale relaxate se numește "surdă".
Simbolul AFI pentru consoane sonore este [  ̬], (o jumătate de cerc cu deschiderea în sus, plasat sub simbol). Se folosește atunci când un fonem care de obicei este surd trebuie pronunțat sonor. De exemplu [s̬] se pronunță ca [z].
În limba română următoarele 11 consoane sunt sonore:
1. /b/ ca în bun,
2. /d/ ca în dac,
3. /ɡ/ ca în gol,
4. /ʤ/ ca în ger,
5. /v/ ca în val,
6. /z/ ca în zeu,
7. /ʒ/ ca în jar,
8. /r/ ca în rău,
9. /l/ ca în leu,
10. /m/ ca în mal,
11. /n/ ca în nai.

În funcție de sunetele care vin înainte sau după aceste consoane, ele se pot pronunța diferit, dând naștere alofonelor, de exemplu [n] se poate pronunța și ca [ŋ] (v. consoanele limbii române).
Tot în categoria de consoane sonore se clasifică și semivocalele. Și vocalele propriu-zise sunt tot foneme sonore, pentru că se produc cu vibrarea coardelor vocale, în afara cazurilor când devin surde (ca ultimul sunet din cuvântul bărci) sau când vorbim în șoaptă.
În timp ce limba română cunoaște doar consoane sonore și surde, în alte limbi apar diferite grade și moduri de sonorizare. Foneticienii disting cel puțin șapte niveluri de închidere a glotei în articularea sunetelor din diverse limbi, între deschiderea totală care corespunde consoanelor surde și așa-numitul stop glotal care se obține închizând glota complet. La mijloc între cele șapte niveluri se află sonorizarea așa-zisă "modală" care se realizează ca în vocalele și consoanele sonore ale limbii române.
O altă dimensiune a sonorizării consoanelor este "timpul de atac vocal", care indică durata de la eliberarea consoanei până când coardele vocale încep să vibreze. În cazul consoanelor surde obișnuite acest timp este zero sau insesizabil. Consoanele ocluzive așa-zis "aspirate" se disting prin aceea că după încetarea constricției, fluxul de aer traversează o vreme canalul sonor fără vibrarea coardelor vocale. Acest fenomen se petrece într-o oarecare măsură în limba engleză, dar este mai pregnant în islandeză, hindi sau limba greacă veche. Fenomenul invers, în care sonorizarea începe încă de pe timpul consoanei, și se numește "sonorizare parțială". Consoanele sonore din limba română corespund nivelului la care sonorizarea începe o dată cu consoana. Există și limbi în care sonorizarea începe chiar înainte de consoană, iar efectul se numește "prenazalizare", așa cum se găsește în multe din limbile Melaneziei.